# Lee Marvin
Lee Marvin (Nova York, 19 de febrer de 1924 − Tucson, Arizona, 29 d'agost de 1987) va ser un actor estatunidenc que va destacar fent papers d'acció i d'home dur, i també per una veu greu i profunda.

## Biografia
El seu pare era un executiu de publicitat i la seva mare una redactora de moda. El jove Marvin va ser molt rebel i va ser expulsat de tots els col·legis on els seus pares l'inscrivien; el van considerar un nen incorregible. Finalment el van apuntar a una institució especialitzada de Florida, però tampoc no va anar bé.
Es va allistar als marines, coincidint amb el començament de la Segona Guerra Mundial. A la batalla de Saipan, el juny de 1944 va ser ferit a la part inferior de l'esquena, amb danys seriosos al nervi ciàtic. Arran d'això va ser declarat no apte per al servei i el van tornar a casa. Va començar a treballar de lampista a Woodstock (Nova York). Quan feia una reparació al teatre municipal, li van demanar que substituís un actor absent. Aquesta experiència li va fer despertar l'entusiasme per la interpretació. Se'n va anar a Nova York i va estudiar, i va fer petits papers als teatres de poca importància.
Al cap d'un temps va debutar a Broadway. Després es va dedicar a la televisió, on hi va fer molts papers de poca durada. Va ser llavors quan va decidir anar-se'n a Hollywood. Va actuar a pel·lícules on hi interpretava personatges durs, tant delinqüents com policies. Els seus papers van anar creixent d'importància i les seves actuacions eren cada vegada més freqüents.
Finalment va arribar a l'èxit i la fama, i va tendir cap a una altra mena de papers. Va rebre un Oscar inesperat al millor actor principal per Cat Ballou, una comèdia de l'oest de 1965, on fa dos personatges, un pistoler borratxo i el seu germà malfactor. Aquest premi el va col·locar entre els actors més sol·licitats de Hollywood, i es va especialitzar en pel·lícules d'acció. A l'última època de la seva vida, va fer pel·lícules de qualitat molt variada i d'èxit de taquilla molt diferent. Tanmateix, és una estrella consagrada.
Marvin es va casar amb Betty Ebeling el 1951 i van tenir un fill i tres filles. Després de 16 anys es va divorciar i el 1970 es va casar amb Pamela Feeley. Va morir sobtadament d'un atac de cor el 29 d'agost de 1987 a Tucson, Arizona, als 63 anys.

## Filmografia
- Hong Kong (1951)
- Diplomatic Courier (1952)
- The Duel at Silver Creek (1952)
- Eight Iron Men (1952)
- El nus del penjat (Hangman's Knot) (1952)
- Els subornats (The Big Heat) (1953)
- Down Among the Sheltering Palms (1953)
- The Glory Brigade (1953)
- Febre de venjança (Gun Fury) (1953)
- Seminole (1953)
- El foraster duia una pistola (The Stranger Wore a Gun) (1953)
- The Raid (1954)
- El motí del Caine (The Caine Mutiny) (1954)
- El salvatge (The Wild One) (1954)
- Gorilla at Large (1954)
- No seràs un estrany (Not as a Stranger) (1955)
- A Life in the Balance (1955)
- Conspiració de silenci (Bad Day at Black Rock) (1955)
- Mil vegades mort (I Died a Thousand Times) (1955)
- El blues de Pete Kelly (Pete Kelly's Blues) (1955)
- Shack Out on 101 (1955)
- Violent Saturday (1955)
- The Rack (1956)
- Attack (1956)
- Pillars of the Sky (1956)
- Seven Men from Now (1956)
- L'arbre de la vida (Raintree County) (1957)
- M Squad (1957)
- The Missouri Traveler (1958)
- Els comanxers (The comancheros) (1961)
- L'home que va matar Liberty Valance (The Man Who Shot Liberty Valance) (1962)
- La taverna de l'irlandès (Donovan's Reef) (1963)
- El codi dels assassins (The Killers) (1964)
- El vaixell dels bojos (Ship of Fools) (1965)
- Cat Ballou (1965)
- Els professionals (The Professionals) (1966)
- A boca de canó (Point Blank) (1967)
- Els dotze del patíbul (The Dirty Dozen) (1967)
- The Meanest Men in the West (1967)
- Tonite Let's All Make Love in London (1967)
- Sergeant Ryker (1968)
- Hell in the Pacific (1968)
- Paint Your Wagon (1969)
- Monte Walsh (1970)
- Carn viva (Prime Cut) (1972)
- Pocket Money (1972)
- L'emperador del nord (Emperor of the North Pole) (1973)
- The Iceman Cometh (1973)
- The Spikes Gang (1974)
- Els homes del clan (The Klansman) (1974)
- Shout at the Devil (1976)
- Great Scout and Cathouse Thursday (1976)
- El tren dels espies (Avalanche Express) (1979)
- Sam Fuller and the Big Red One (1979)
- The Big Red One (1980)
- Cacera a mort (Death Hunt) (1981)
- Gorky Park (1983)
- Canicule (1984)
- Els dotze del patíbul: Una altra missió (The Dirty Dozen: The Next Mission) (1985)
- Força Delta (The Delta Force) (1986)

## Premis i nominacions

### Premis
- 1965: Ós de Plata al millor actor per Cat Ballou
- 1966: Oscar al millor actor per Cat Ballou
- 1966: Globus d'Or al millor actor musical o còmic per Cat Ballou
- 1966: BAFTA al millor actor estranger per Cat Ballou i El codi dels assassins

### Nominacions
- 1962: Primetime Emmy al millor actor per Alcoa Premiere
- 1970: Globus d'Or al millor actor musical o còmic per Paint Your Wagon